# جورج دبليو. باترسون (سياسي)
جورج دبليو. باترسون (بالإنجليزية: George W. Patterson)‏ هو سياسي أمريكي، ولد في 16 ديسمبر 1857 في مقاطعة بلمونت في الولايات المتحدة، وتوفي في 7 فبراير 1932 في إيفرت في الولايات المتحدة. حزبياً، نشط في الحزب الجمهوري. وقد انتخب عضو مجلس ولاية أوريغون.